# Dacne picta
Dacne picta är en skalbaggsart som beskrevs av George Robert Crotch 1873. Dacne picta ingår i släktet Dacne och familjen trädsvampbaggar. Arten förekommer tillfälligt i Sverige, men reproducerar sig inte. Inga underarter finns listade i Catalogue of Life.